# Imuruk Basin
Das Imuruk Basin ist eine Inlandsbucht im Westen der Seward-Halbinsel in Alaska. Das Einzugsgebiet der von den Flüssen Kuzitrin, Cobblestone und Agiapuk gespeisten Salzwasserlagune umfasst etwa ein Viertel der Fläche der Halbinsel.
Der Abfluss des Beckens, der 11 km lange Tuksuk Channel, verläuft in nordwestlicher Richtung in die Bucht Grantley Harbour, die über eine Nehrung bei der Ortschaft Teller mit einer weiteren Bucht, Port Clarence, verbunden ist. Diese mündet bei der gleichnamigen Ortschaft in das Beringmeer.
Südlich des Beckens liegen die Kigluaik Mountains mit dem Mount Osborn, der mit 1437 m höchsten Erhebung der Seward-Halbinsel.
Ureinwohner Alaskas aus dem Inland der Halbinsel nutzten das Imuruk Basin als Wasserweg zum Beringmeer.